# مدرسه عملی پژوهش‌های عالی
مدرسه عملی پژوهش‌های عالی (به فرانسوی: École pratique des hautes études) (تلفظ فرانسوی: [ekɔl pʁatik de ot.z‿etyd])، به اختصار EPHE، از معتبرترین موسسات تحقیقاتی و آموزش عالی فرانسه به حساب می‌آید و بخشی از دانشگاه PSL است. مدارک آن در مطالعات دینی و تاریخ از بهترین مدارک در جهان است. این نهاد با نهادهای مشهور جهانی مانند کمبریج، پرینستون و الازهر برنامه‌های مبادله و تبادل دارد.